# Distretto di San Antonio (Apurímac)
Il distretto di San Antonio è un distretto del Perù nella provincia di Grau (regione di Apurímac) con 361 abitanti al censimento 2007 dei quali 314 urbani e 47 rurali.
È stato istituito il 17 marzo 1958.